# Oratório do Amor Divino
O  Oratório do Amor Divino foi uma associação de sacerdotes piedosos que se difundiu na Itália fundada por São Caetano de Thiene e outros fundadores. Foi um dos movimentos precursores da Reforma Católica. Esta nova congregação foi erigida canonicamente pelo Papa Clemente VII no ano de 1524. Um de seus quatro companheiros era o Cardeal Giovanni Pietro Caraffa, Bispo de Chieti, eleito primeiro superior da ordem, que mais tarde se tornou o Papa Paulo IV.